# Pulicaria attenuata
Pulicaria attenuata là một loài thực vật có hoa trong họ Cúc. Loài này được Hutch. & B.L.Burtt miêu tả khoa học đầu tiên.